# Vittorino da Feltre
Vittorino da Feltre, italijanski humanist, učitelj, * 1378, † 2. februar 1446.

## Življenjepis
Rojen je bil v mestu Feltre v Bellunu, Beneška republika, umrl je v Mantovi. Njegovo pravo ime je Vittorino Rambaldoni. V njem se je prvič uresničila renesančna ideja o popolnem človeku (l'uomo universale) – zdravo telo, močen značaj, velik um. 
Študiral je pri Giovanniju Conversiniju in v Padovi pri Gasparinu Barzizzi, kjer je kasneje učil. Po nekaj letih ga je markiz Mantove iz rodbine Gonzaga prosil, da bi poučeval njegove otroke.  Vittorino je ustanovil šolo, na kateri je učil markizove otroke in otroke iz drugih pomembnih družin   skupaj s številnimi revnimi otroki, ki jim ni nič zaračunal, a jih je obravnaval enako. Ni poučeval samo humanističnih predmetov, temveč je namenjal pozornost tudi verski in telesni vzgoji. Njegovo učenje grščine in latinščine, matematike, glasbe, umetnosti, vere, zgodovine, poezije in filozofije je bilo tako prijetno, da je bila njegova šola znana kot hiša radosti (la casa gioiosa). Kmalu je postal slaven po vsej Italiji, plemiški otroci iz drugih mest so prišli v Mantovo, da bi se učili pri njem. V njegovi šoli je dobilo izobrazbo tako veliko mladih plemičev, da so jo imenovali tudi šola princev.
Bil je eden prvih renesančnih vzgojiteljev. Veliko njegovih metod je bilo novih, zlasti tesni stiki med učiteljem in učencem, kot jih je tudi sam imel z Gasparinom Barzizzo, prilagajanje poučevanja sposobnostim in potrebam otrok. Živel je s študenti in se z njimi spoprijateljil v prvem posvetnem internatu.  Vittorinova šola je bila dobro osvetljena in zgrajena boljše kot druge šole tistega časa. Šolsko delo je naredil zanimivo, v svoje učne programe je dodal izlete. Skrbel je za zdravje svojih učencev in na splošno razvil položaj učiteljev. Evropske šole (zlasti v Angliji) so se zgledovale po njem. V 15. stoletju so največji italijanski učenjaki, med njimi Guarino iz  Verone, Poggio Bracciolini in Francesco Filelfo, pošiljali svoje sinove študirat k njemu. Njegova učenca sta bila tudi Federigo da Montefeltro in Gregorio Correr. Theodorus Gaza je pri njem študiral latinščino in obenem učil grščino. Po Vittorinovi smrti je vodstvo šole prevzel Iacopo da San Cassiano. 